# Vauban (Freiburg)
Vauban is een wijk in de Duitse stad Freiburg im Breisgau, op ongeveer 4 kilometer ten zuiden van het stadscentrum, gelegen op het terrein van een voormalige militaire basis van de Franse bezettingszone, en is bedoeld als een model voor duurzame stadsontwikkeling, met onder meer een aantal passiefhuizen.

## Indeling
Vauban is in de stadsindeling van Freiburg stadsdistrict nummer 680.
De wijk bestaat uit appartementsblokken, studentenhuizen (omgebouwde barakken) en grote garagegebouwen. Alle gebouwen zijn maximaal 4 verdiepingen groot, en geen twee gebouwen zijn exact gelijk. Straten in de wijk zijn relatief autovrij, men mag de auto niet parkeren op privé-domein. Maar men mag wel boodschappen afzetten aan huis en de auto daarna parkeren in een van de grote, met zonnepanelen bedekte, garages aan de rand van de wijk. Energie en warmte wordt voor een groot gedeelte van de wijk centraal opgewekt met houtpellets. Aan de rand van de wijk is er ook een energieplus gedeelte ontworpen door Rolf Disch.